# Martina Castells Ballespí
Martina Castells Ballespí (née à Lérida le 23 juillet 1852 - morte à Reus le 21 janvier 1884) est une médecin espagnole, la première femme à obtenir un diplôme en médecine dans ce pays.

## Biographie
Martina Castells est née à Lérida, dans la province du même nom, en 1852, au sein d’une famille ayant une longue tradition médicale. De santé fragile et en raison des préjugés de l'époque, beaucoup désapprouvent son intérêt pour les études. À l’âge de 8 ans, elle doit quitter l’école pour soigner une infection oculaire chez des proches à Zumaia, dans la province de Guipuscoa. Pendant son séjour, elle se consacre à l’écriture, notamment de poèmes,.
Sa vie change avec la Révolution de 1868, qui renverse la monarchie d’Isabelle II et permet, entre autres, aux femmes d’étudier et de poursuivre des carrières scientifiques et universitaires. Martina reprend alors ses études et intégre, en 1877, la Faculté de Médecine de Barcelone, aux côtés de deux autres femmes : Maria Elena Maseras (en) et Dolors Aleu i Riera. Avant même d’avoir terminé ses études, elle travaillait déjà à Madrid pour acquérir de l’expérience et gagner des points pour son cursus universitaire,.
Malgré l’autorisation d’étudier, les femmes n’avaient toujours pas le droit de passer l’examen permettant d’obtenir une licence pour exercer en tant que médecin. Martina Castells porte l’affaire devant les hautes instances du gouvernement espagnol, dénonçant la discrimination envers les femmes qu’elle qualifie de « résultat de l’ignorance et de la superstition » devant le Congrès des députés.
Après avoir terminé ses études avec Dolors Aleu, Martina Castells demande à obtenir le titre de docteure en médecine en 1881, mais elle ne reçoit l’autorisation qu’en avril de l’année suivante. Entre les 20 et 25 avril, elle passe les épreuves et obtient l’approbation finale. Sa thèse plaide pour l’éducation des femmes, leur bonheur et celui de l’humanité tout entière, en soulignant l’importance d’une meilleure représentation féminine et de leur évolution. Son rôle de pionnière conduit la justice espagnole à abolir l’interdiction faite aux femmes d’obtenir des titres académiques,.

## Vie personnelle et décès
Martina Castells se spécialise en pédiatrie. Elle épouse un médecin militaire, Antoni Constantí Bages (ca). Malheureusement, elle exerce peu la médecine : à l’âge de 31 ans, le 21 janvier 1884, elle meurt des suites d’une néphrite alors qu’elle est enceinte,,. 
Elle est encore aujourd’hui reconnue en Espagne comme une médecin et une pionnière,.

## Ouvrages
- (es) Martina Castells Ballespí, Educación física, moral e intelectual que debe darse a la mujer para que ésta contribuya en grado máximo a la perfección y la dicha de la humanidad, 1882 (lire en ligne), thèse de doctorat, Madrid, Archivo de la Universidad Complutense, 1882, n.º 428.
- La madre y el niño, Revista de Higiene y Educación, 1 (1883), p.20-22.
- Educación de la mujer, El siglo médico, 30 (1883), p.112.